# باربارا شوتپلتس
باربارا شوتپلتس (آلمانی: Barbara Schüttpelz؛ زادهٔ ۹ سپتامبر ۱۹۵۶) قایقران کانو اهل آلمان است.